# Bruchidius canus
Bruchidius canus là một loài bọ cánh cứng trong họ Bruchidae. Loài này được Germar miêu tả khoa học năm 1824.